# ميلتون (جورجيا)
ميلتون (بالإنجليزية: Milton, Georgia)‏ هي مدينة تقع في مقاطعة فولتن بولاية جورجيا في الولايات المتحدة. تبلغ مساحة هذه المدينة 100.3 (كم²)، وترتفع عن سطح البحر 298 م، بلغ عدد سكانها 32661 نسمة في عام 2010 حسب إحصاء مكتب تعداد الولايات المتحدة.

## وصلات خارجية
- Milton, Georgia
- Cities & Counties - Georgia.gov